# لیف و لیفتراسیر

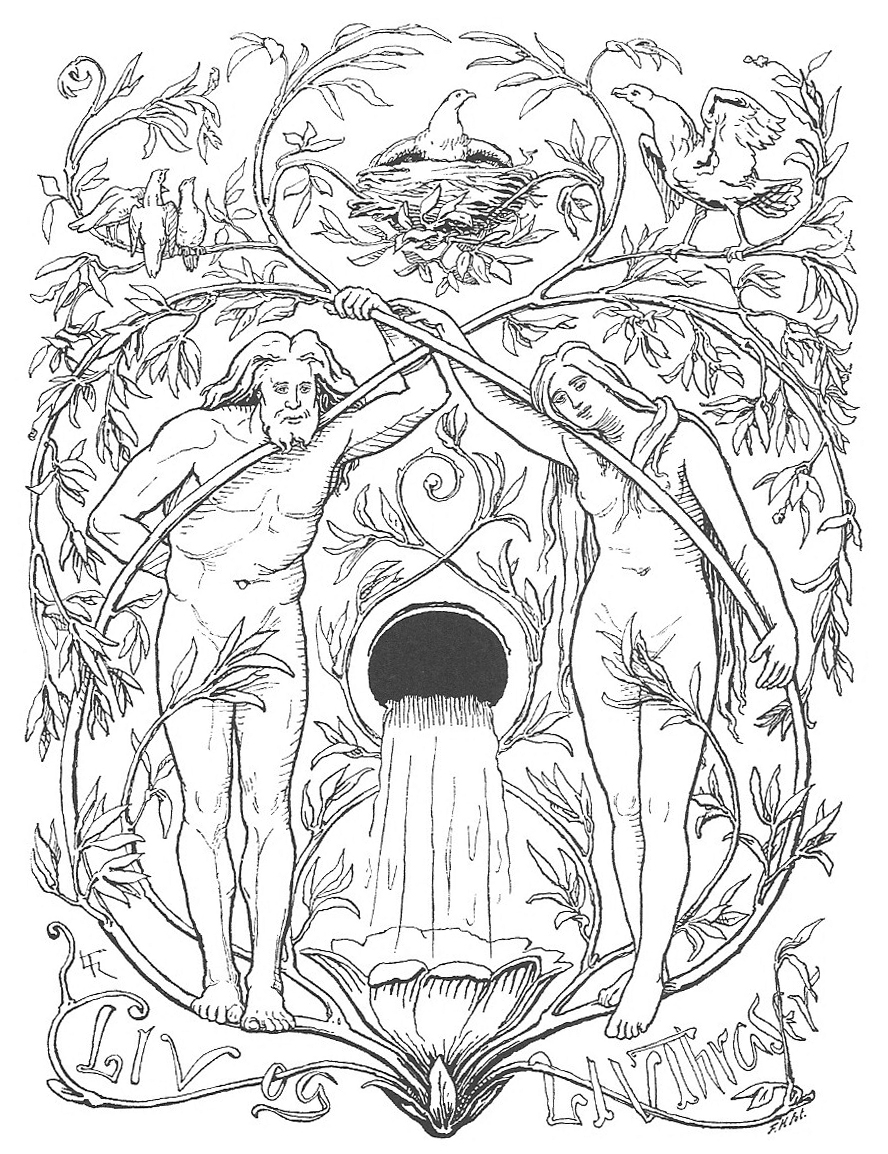
تصویری از لیف و لیفتراسیر (۱۸۹۵)

لیف و لیفتراسیر (Líf and Lífþrasir) در اساطیر اسکاندیناوی نام زن و مردی است که پیشگویی شده در طول رخدادهای خشمگنانهٔ رگناروک، در ایگدراسیل و جنگل هودمیمیر پنهان خواهند شد. پس از نبرد پایانی رگناروک، سراسر جهان هستی از بین خواهد رفت. تنها انسان‌هایی که از این واقعه جان سالم بدر خواهند برد، لیف (زندگی) و لیفتراسیر (مشتاق برای زندگی، معشوقه لیف) هستند که در ایگدراسیل، درخت جهان عظیم‌الجثه، و درون جنگل هودمیمیر مخفی خواهند شد که از شمشیر بزرگ و آتشین سورت در امان است. آن‌ها در طی نابودی جهان به خواب فرو می‌روند و وقتی بیدار شدند، از درخت بیرون می‌آیند و زمین را یکبار دیگر سرسبز خواهند یافت. لیف و لیفتراسیر اجداد نسل جدیدی از انسان‌ها خواهند شد و دنیای نو را با فرزندان خود پر می‌کنند. در مجموعه‌های ادای شاعرانه و به ویژه ادای منثور نوشته اسنوری استورلوسون به لیف و لیفتراسیر اشاره شده‌است.